# Polizeiruf 110: Spiel gegen den Ball
Das Spiel gegen den Ball ist ein Fernsehfilm aus der Krimireihe Polizeiruf 110. Der vom rbb produzierte Beitrag ist die 420. Polizeiruf 110-Episode und wurde am 22. Juni 2025 im Ersten ausgestrahlt. Es ist der sechste Fall von Kriminalhauptkommissar Vincent Ross und der vierte von Kriminalhauptkommissarin Alexandra Luschke.

## Handlung
In einem Lkw auf dem Gelände einer polnischen Gerüstbau-Firma wird die Leiche der deutschen Eigentümerin Olivia Briegel gefunden. Die Kommissare Ross und Luschke ermitteln im Umfeld eines deutsch-polnischen Fußballvereins, dessen Präsidentin die Tote war. Verdächtig sind mehrere Vereinsmitglieder – nicht zuletzt weil der Tatort die Dusche des Vereinsheims ist – auch Olivias Sohn Marco und einige seiner Mannschaftskameraden, die dort auf ihre Entdeckung für eine Profifußballer-Karriere hoffen. Die Tatzeit fällt mit dem 2024er EM-Viertelfinalspiel Deutschland – Spanien zusammen, für das viele kein Alibi haben.
Die Ermittlungen enthüllen nach und nach das rein nutzenorientierte und sehr bestimmende Wesen der Ermordeten, die sich dadurch viele Feinde geschaffen hatte. So hatte sie beim Kauf der Firma einen erfahrenen Angestellten ausgestochen, den langjährigen Vereinstrainer wegen seiner Alkoholprobleme entlassen, den Kapitän der Jugendmannschaft gegen dessen Willen als homosexuell geoutet und zudem das für die Sichtung der Spieler wichtige, da hochrangig besetzte Jugendturnier, das ihre Firma sponsern wollte, wohl wegen finanzieller Probleme der Firma kurzfristig abgesagt.
Nachdem sich die Alibis aller erwachsenen Tatverdächtigen als korrekt erwiesen haben, während die Aussagen von Marco Briegel und seiner Vereinskameraden und Freunde Robert Sobinski und Kevin Jankowski Widersprüche und Lücken aufweisen, konzentriert sich der Verdacht der Kommissare auf das Teenie-Trio. Im Zuge der Befragungen gesteht zunächst Marco den Mord an seiner Mutter, da er weiß, dass er als Dreizehnjähriger noch nicht strafmündig ist. Grund für den Hass auf seine Mutter war eine permanente Überforderung durch ihre Ansprüche an ihn sowie die von ihr veranlasste Einschläferung seines geliebten, krebskranken Hundes. Schnell aber bricht sein Geständnis zusammen, da er eine in Größe und Gewicht seiner Mutter ähnliche Puppe nicht alleine auf die Ladeflächenhöhe des Gerüst-Lkw's zu heben imstande ist.
Robert Sobinski gesteht auf die Vorhaltung der ausgelesenen Chat-Verläufe zum Lieblings-Computerspiel der drei Jungen, in denen sie die Tat seit Wochen geplant hatten, seine Beteiligung. Zutiefst gedemütigt durch das weit über die Vereinsgrenzen bekannt gewordene Outing wollte er die Tat begehen, doch versagte ihm im entscheidenden Moment der Arm und hinderte ihn sogar, bei der Entsorgung der Leiche zu helfen, die Marco und Kevin Jankowski vornehmen, nachdem Kevin in seiner Wut über die Absage des Turniers und der ihm damit vermeintlich geraubten Chance auf eine Profifußballerlaufbahn den Mord als Übertötung ausgeführt hat.
Kevin, der von Talente-Scout Lobodda beim Ersatzturnier doch noch für die Vermittlung in Richtung Profi-Karriere ausgesucht wurde, wird während des Fototermins im Häuschen seiner Großmutter, die ihn erzieht, verhaftet.

## Hintergrund
Der Film wurde vom 13. August 2024 bis zum 11. September 2024 in Berlin und Brandenburg gedreht.

## Rezeption

### Kritiken
„Das Geschehen wird hier nicht auch noch durch Privatgeplänkel à la Faber belastet. Ross und Luschke sind zwei schillernde Charaktere, die vollkommen uneitel ihrer Arbeit nachgehen und mit Empathie einem Jungen mitteilen, dass seine Mutter nicht mehr lebt. Was Einfühlsamkeit angeht: auf einer Höhe mit den fränkischen „Tatort“-Philanthropen Felix Voss und Paula Ringelhahn, deren Dienstzeit leider abgelaufen ist.“

### Einschaltquoten
Die Erstausstrahlung von Das Spiel gegen den Ball am 22. Juni 2025 wurde in Deutschland von 6,03 Millionen Zuschauern gesehen und erreichte einen Marktanteil von 26,3 % für Das Erste.